# Open publicatie
Open publicatie is een publicatiemethode van nieuws of informatie via een communicatiemiddel waaraan iedereen kan deelnemen. Vooral op internet wordt hiervan in toenemende mate gebruikgemaakt.
Websites die gebruikmaken van open-publicatiesoftware, maken het voor iedereen met internettoegang mogelijk om de website te bezoeken en inhoud toe te voegen. Open publicatie is daarmee een methode van nieuws maken waaraan iedereen kan bijdragen. Gebruikers en lezers kunnen iets aan het nieuws bijdragen en dit direct op de website zien verschijnen, zoals foto's, video's, audio en reportages.
De bijdrages worden bij een ideaal open-publicatiemedium zo min mogelijk gefilterd. Bij zo'n ideaal medium zouden bezoekers bovendien redactionele besluiten, die gemaakt zijn door anderen, moeten kunnen zien. Ze moeten ook kunnen zien hoe ze daarin kunnen participeren en kunnen bijdragen aan redactionele besluiten. Vaak is de gebruikte software vrij en dus door iedereen te gebruiken (en aan te passen) voor een eigen website.
De oudste vorm van open publicatie op het internet is Usenet. Dit is ook de meest algemene vorm van open publicatie. Sommige nieuwsgroepen op Usenet zijn gemodereerd door één of meer personen, andere zijn volledig open. Daarnaast zijn er ook themawebsites op het www die open publicatie hanteren, zoals Slashdot, Indymedia, Kif Kif en Kuro5hin.org. Deze websites zijn vaak gericht op een bepaald publiek of thema's, zoals technische onderwerpen, de multiculturele samenleving of sociaal-politiek activisme.
Ten slotte zijn er ook andere vormen van open publicatie die gericht zijn op achtergronden, zoals Wikipedia. Ook is er de weblog die bij speciale website door iedereen aangemaakt kan worden. Veel websites hebben ook de mogelijkheid dat lezers commentaar kunnen achterlaten op de website. Dat is ook een vorm van open publicatie.
In november 2004 is Wikinews opgericht, een wiki die gericht is op het rapporteren van nieuwsfeiten.
Een alternatieve naam voor de open-publicatiemethode is open media. Het is een radicale vorm van participerende mediaproductie, waarbij burgers direct mee kunnen doen bij de totstandkoming van het mediaproduct. Ook bij het medium televisie en radio bestaat zoiets. In Amsterdam is er bijvoorbeeld SALTO Omroep Amsterdam. Een term die ook wel wordt gebruikt is open acces media.